# Sainte-Croix-en-Plaine
Sainte-Croix-en-Plaine (deutsch Heilig-Kreuz oder Heiligkreuz) ist eine französische Gemeinde mit 3026 Einwohnern (Stand 1. Januar 2022) im Département Haut-Rhin in der Region Grand Est (bis 2015 Elsass). Sie gehört zum Arrondissement Colmar-Ribeauvillé und zum Kanton Colmar-2.

## Geografie
Die Gemeinde Sainte-Croix-en-Plaine liegt an der Ill in der Oberrheinebene, etwa zehn Kilometer südlich von Colmar. Im Westen reicht das Gemeindegebiet bis an die Thur, im Südosten bis an den Canal Vauban, der von Ensisheim nach Neuf-Brisach führt. Am Westrand des Ortes verläuft die Autoroute A35 (L’Alsacienne).
Nachbargemeinden von Sainte-Croix-en-Plaine sind Colmar im Norden, Sundhoffen und Logelheim im Nordosten, Hettenschlag im Osten, Dessenheim im Südosten, Niederhergheim und Oberhergheim (Berührungspunkt) im Süden, Herrlisheim-près-Colmar im Westen sowie Eguisheim und Wettolsheim im Nordwesten.

## Geschichte
Das Dorf ging hervor aus einem Kloster von Benediktinerinnen, das zwischen 1006 und 1035 durch den Grafen Hugo von Egisheim beim heute verschwundenen Dorf Woffenheim gegründet worden war. Sein Sohn Bruno, der als Leo IX. Papst geworden war, weihte 1049 die erste Äbtissin und die dem Heiligen Kreuz geweihte Kirche. Anfang des 13. Jahrhunderts wurden Kloster und Dorf durch eine Mauer befestigt, 1250 erhielt der Ort den Titel Oppidum Sanctae Crucis. Im Spätmittelalter stand das Städtchen unter der Herrschaft der Habsburger. König Maximilian I. entzog Heiligkreuz während des Bayerischen Erbfolgekrieges dem Pfalzgrafen Philipp und sprach es Heinrich Wetzel von Marsilien als Pfand zu. Später erhielt der Ort von ihm das Recht auf zwei Jahrmärkte an Kreuz-Auffindung und St. Bartholomäus. 1512 entzog der Kaiser den Juden das Recht in der Stadt zu wohnen und dort zu handeln. Für 12.000 rheinische Gulden verkaufte er Heiligkreuz an Jakob Villinger von Schönenberg. Dieser erhielt den Ort als volles Eigentum, mit hoher und niedriger Gerichtsbarkeit. Österreich behielt lediglich die Landessteuern und die Berufung an das Ensisheimer Regiment. Ab 1640 gehörte Heiligkreuz zu Colmar.

### Bevölkerungsentwicklung
| Jahr                       | 1962 | 1968 | 1975 | 1982 | 1990 | 1999 | 2009 | 2019 |
| -------------------------- | ---- | ---- | ---- | ---- | ---- | ---- | ---- | ---- |
| Einwohner                  | 1354 | 1502 | 2014 | 1933 | 1895 | 2121 | 2661 | 3029 |
| Quellen: Cassini und INSEE |      |      |      |      |      |      |      |      |

### Partnergemeinde
Die deutsche Partnergemeinde Merdingen liegt 23 Kilometer Luftlinie östlich auf der anderen Rheinseite, westlich von Freiburg im Breisgau. Die Partnerschaft besteht seit 1968.

## Sehenswürdigkeiten
Die Kirche Saint-Barthélemy (Bartholomäuskirche) wurde an der Stelle der alten Abteikirche Sainte-Croix errichtet. Der Turm wurde 1700 auf romanischen Fundamenten erbaut. Der gotische Chor stammt aus dem 15. Jahrhundert. Das zu klein gewordene Kirchenschiff wurde 1827/29 neu erbaut. Eine besondere Kostbarkeit ist die 1840 eingebaute Orgel der Gebrüder Callinet (Joseph/1795–1857 und Claude Ignace/1803–1874), die unter Kennern als eine der schönsten Orgeln des Elsass angesehen wird.

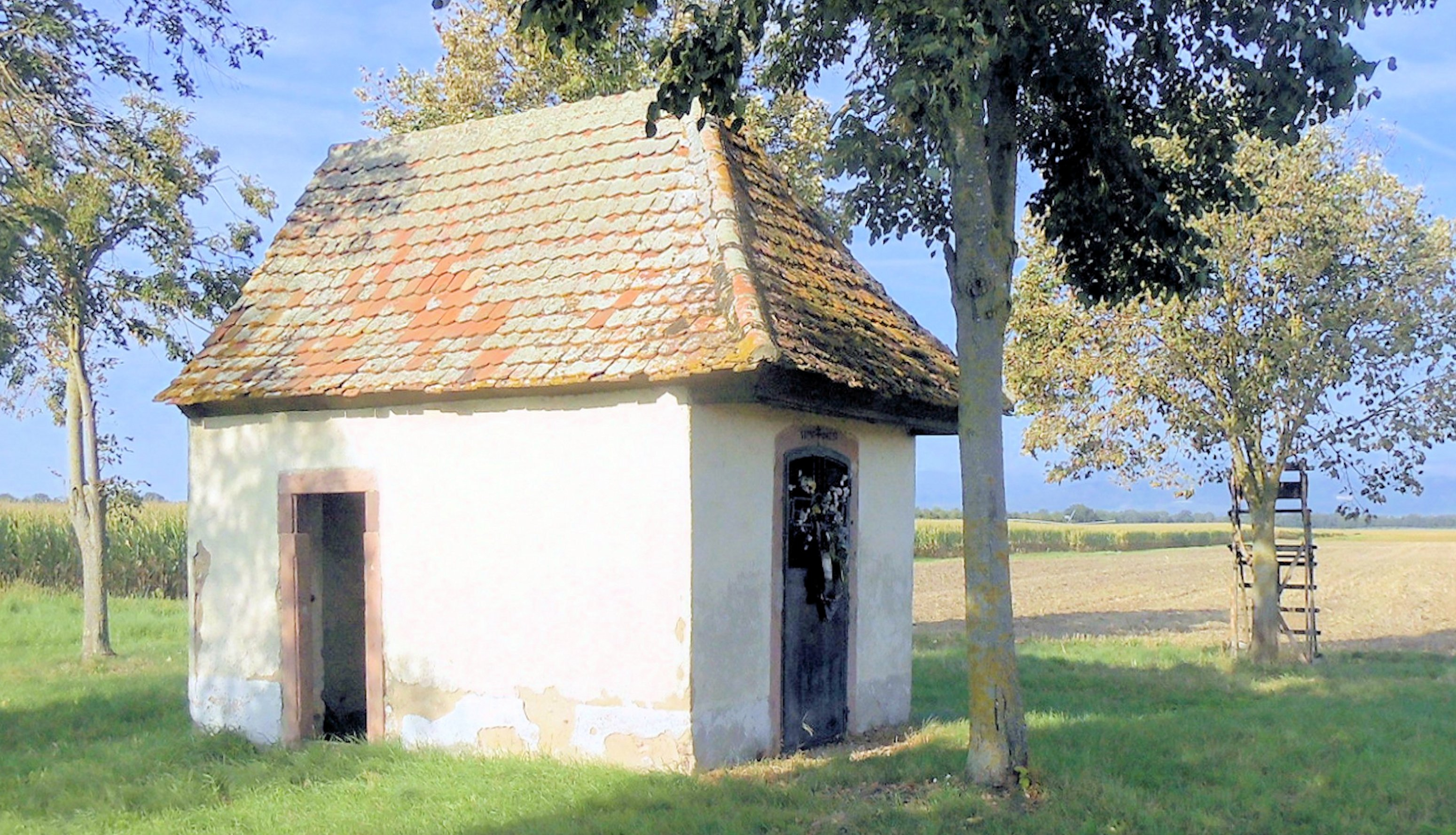
Kapelle St. Anna an der Grenze zur Gemarkung Hettenschlag

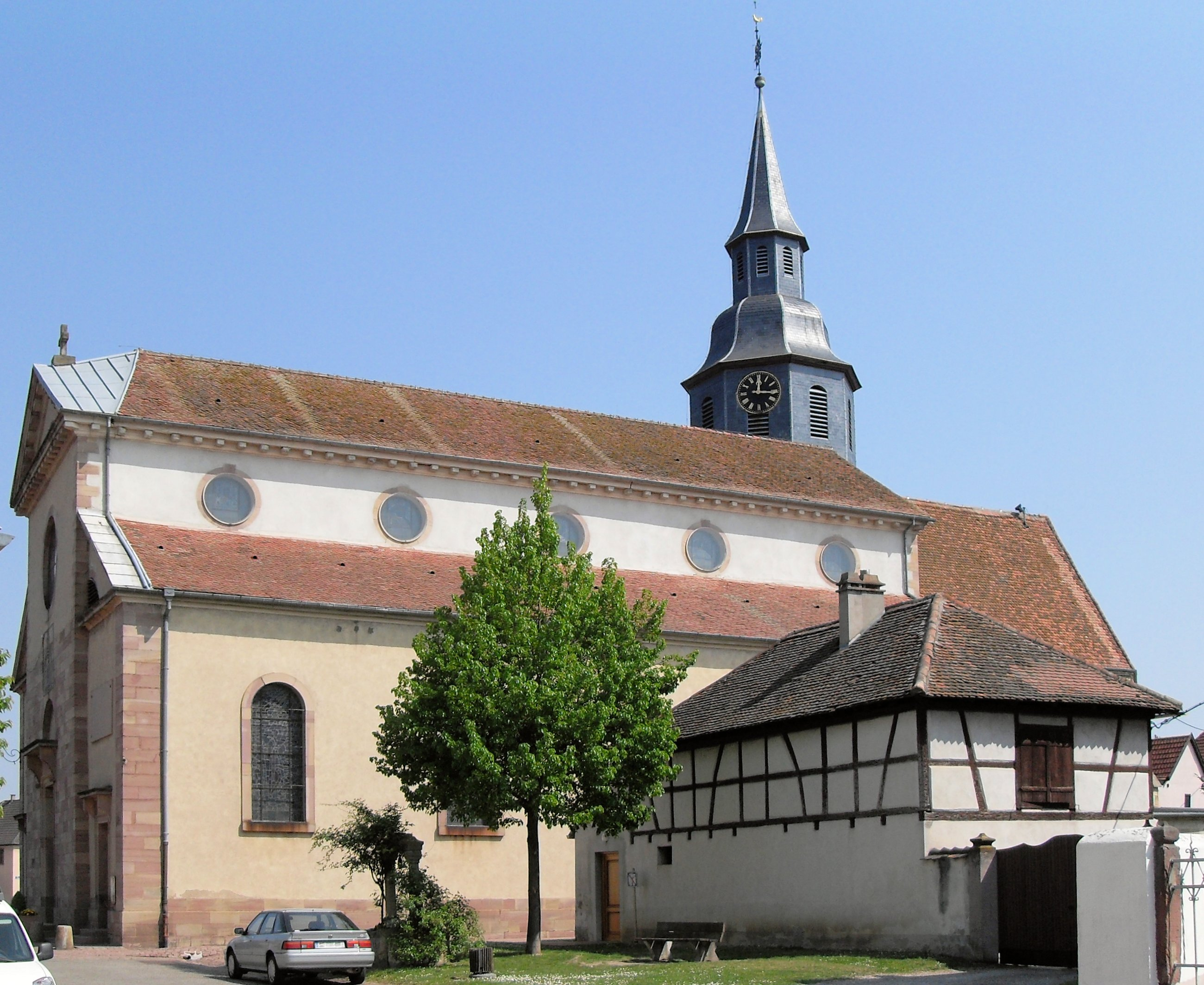
Bartholomäuskirche, Südseite
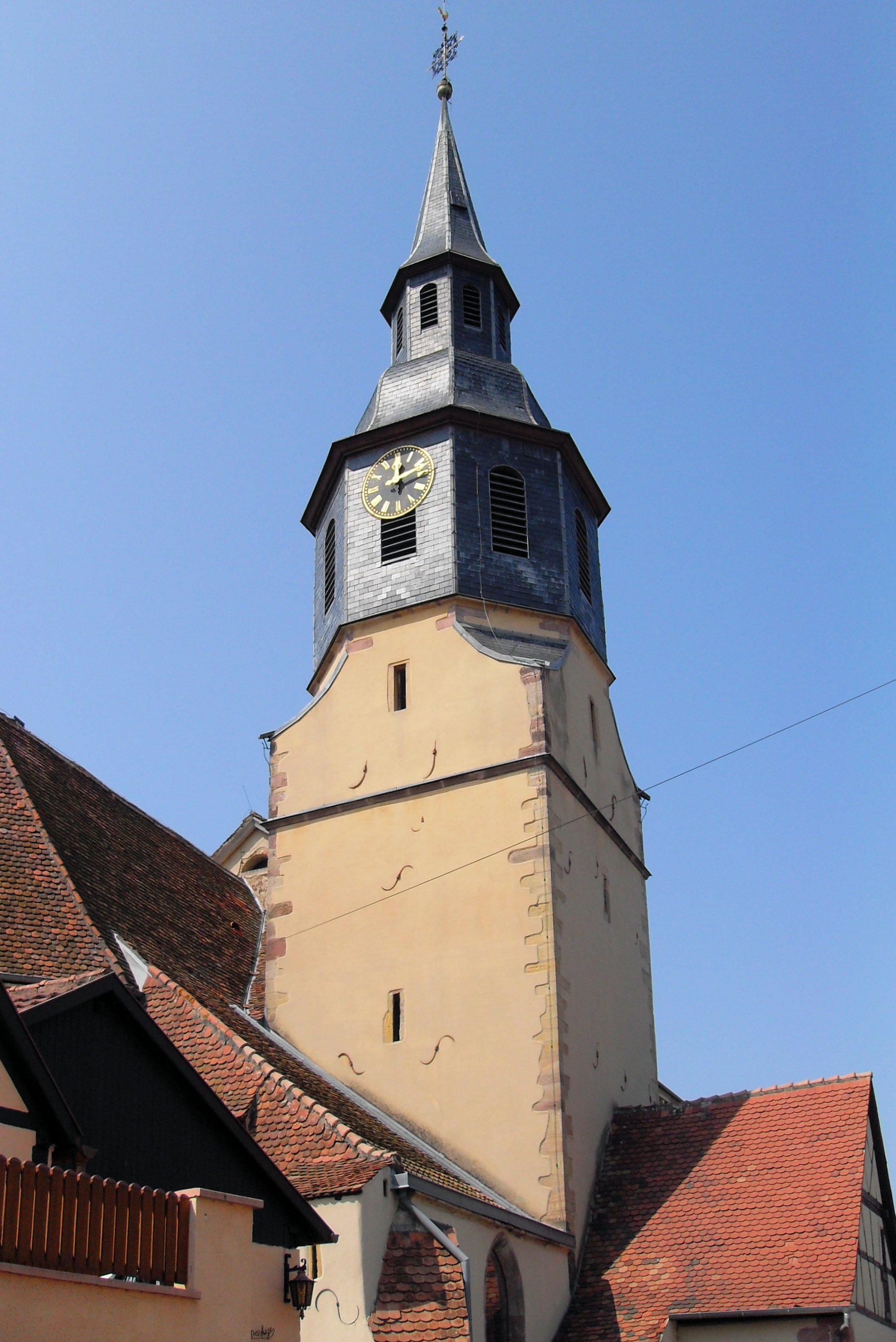
Turm der Kirche
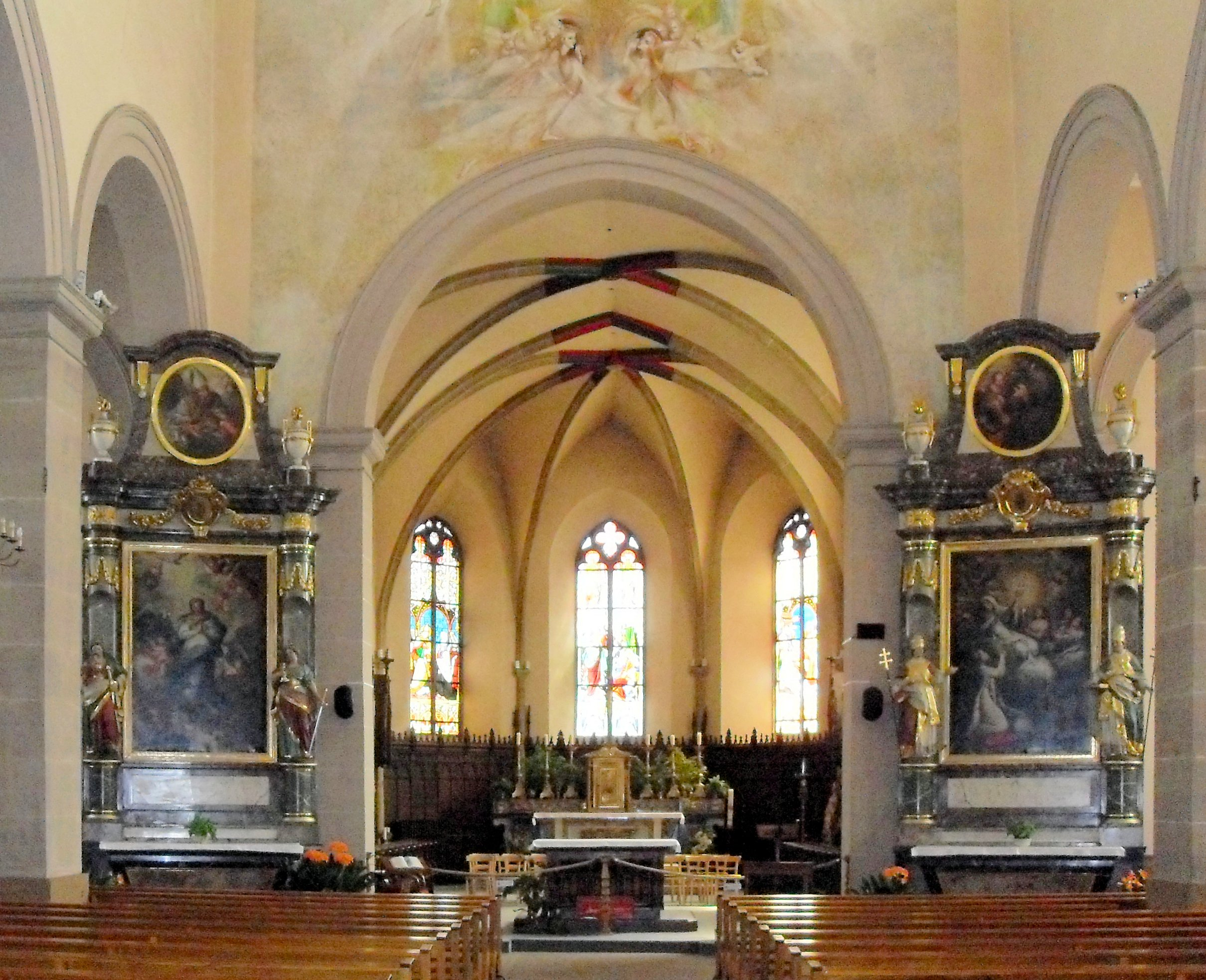
Innenansicht der Kirche